# Nerol
Nerol (systematický název (Z)-3,7-dimethyl-okta-2,6-dien-1-ol) je monoisoprenoidový alkohol vyskytující se v olejích z chmelu a rostlin rodu Cymbopogon. Používá se na výrobu parfémů.
Izomerem nerolu je geraniol ((E)-3,7-dimethyl-2,6-oktadien-1-ol)
Nerol lze připravit pyrolýzou beta-pinenu za vzniku myrcenu, následnou hydrochlorací vytvářející směs hydrochloridů a jejich přeměnou na nerylacetát, který se nakonec hydrolyzuje na nerol.